# Гонаїв
Гонаїв (фр. Les Gonaïves, гаїт. креол. Gonayiv) — місто на півночі Гаїті, адміністративний центр департаменту Артибоніт.

## Клімат
Місто знаходиться у зоні, котра характеризується кліматом тропічних саван. Найтепліший місяць — серпень із середньою температурою 27.7 °C (81.9 °F). Найхолодніший місяць — січень, із середньою температурою 24.1 °С (75.4 °F).
| Клімат Гонаїва          | Клімат Гонаїва | Клімат Гонаїва | Клімат Гонаїва | Клімат Гонаїва | Клімат Гонаїва | Клімат Гонаїва | Клімат Гонаїва | Клімат Гонаїва | Клімат Гонаїва | Клімат Гонаїва | Клімат Гонаїва | Клімат Гонаїва | Клімат Гонаїва |
| Показник                | Січ.           | Лют.           | Бер.           | Квіт.          | Трав.          | Черв.          | Лип.           | Серп.          | Вер.           | Жовт.          | Лист.          | Груд.          | Рік            |
| Середня температура, °C | 24,1           | 24,3           | 25,1           | 25,8           | 26,6           | 27,3           | 27,5           | 27,7           | 27,4           | 27             | 25,9           | 24,7           | 26,1           |
| Норма опадів, мм        | 23.6           | 27.4           | 26.4           | 58.2           | 119            | 125.3          | 111            | 121.6          | 134.2          | 139.5          | 70.3           | 28.7           | 985.2          |
| Днів з опадами          | 9,5            | 7,7            | 8              | 8,3            | 11,5           | 11             | 13,3           | 13,5           | 14,4           | 15,7           | 11,4           | 10,1           | 134,4          |
| Вологість повітря, %    | 72.8           | 72.1           | 71.4           | 72.8           | 76.6           | 74.8           | 70.3           | 72.8           | 75.6           | 76.3           | 76             | 73.4           | 73.7           |
| ----------------------- | -------------- | -------------- | -------------- | -------------- | -------------- | -------------- | -------------- | -------------- | -------------- | -------------- | -------------- | -------------- | -------------- |
| Джерело: Weatherbase    |                |                |                |                |                |                |                |                |                |                |                |                |                |

## Історія
Гонаїв часто називають «Містом незалежності», оскільки там 1 січня 1804 року Жан-Жак Дессалін проголосив Акт про незалежність Гаїті. Також місто стало відоме тим, що в ньому у лютому 2004 року почалось повстання проти президента Аристида, що призвело до його відставки.
Марія Фелісіті, дружина Дессаліна померла в місті у серпні 1858 року.

## Населення
Станом на 2013 рік чисельність населення становила 160 824 особи.
Динаміка чисельності населення міста за роками:
| 1971   | 1982   | 1990   | 1995   | 1997   | 2003    | 2013    |
| ------ | ------ | ------ | ------ | ------ | ------- | ------- |
| 28 749 | 34 209 | 49 320 | 59 049 | 63 690 | 104 825 | 160 824 |

## Засоби масової інформації
- Радіо Ендепанданс
- Радіо Кісс-FM
- Радіо Провенсьяль
- Радіо Пірамід-FM
- Радіо Транс-Артибоніт